# Kasur
Kasur (urdu, pendżab. قصور) – miasto we wschodnim Pakistanie (Pendżab) w pobliżu granicy z Indiami.
Miasto jest ośrodkiem handlu wełną i skórami. Liczba ludności w 2003 roku wynosiła 286 tys., a w 2007 była równa 288 181 mieszkańców.